# Кап-Эстерья
Кап-Эстерья (фр. Cap Estérias) — город на северо-западе Габона, административный центр департамента Кап-Эстерья в провинции Эстуарий. Расположен примерно в двадцати километрах к северу от Либревилля на берегу Гвинейского залива. В Кап-Эстерья располагаются нетронутые пляжи и богатые лесные массивы.

## Население
Население 850 человек (по данным 1993 года). Город населен различными этническими группами.